# 1993–94년 ISU 스피드스케이팅 월드컵
1993–94년 ISU 스피드스케이팅 월드컵은 국제 빙상 경기 연맹(ISU) 주관으로 1993년 11월 26일부터 1994년 3월 20일까지 열린 스피드스케이팅 월드컵 대회이다.

## 남자

### 경기
| 날짜                                                           | 장소       | 종목     | 1위               | 2위                 | 3위                 |
| -------------------------------------------------------------- | ---------- | -------- | ----------------- | ------------------- | ------------------- |
| 1993년 11월 26일-28일                                          | 베를린     | 500m(1)  | 시미즈 히로야스   | 댄 잰슨             | 호리이 마나부       |
| 1993년 11월 26일-28일                                          | 베를린     | 500m(2)  | 댄 잰슨           | 시미즈 히로야스     | 알렉산드르 골루베프 |
| 1993년 11월 26일-28일                                          | 베를린     | 1000m    | 댄 잰슨           | 이고리 젤레좁스키   | 페터 아데베르크     |
| 1993년 11월 26일-28일                                          | 베를린     | 1500m    | 오네 쇤롤         | 팔코 잔츠트라       | 아르얀 스뢰더르     |
| 1993년 11월 26일-28일                                          | 베를린     | 5000m    | 팔코 잔츠트라     | 요한 올라브 코스    | 팔코 잔츠트라       |
| 1993년 12월 4일-6일                                            | 하마르     | 500m(1)  | 댄 잰슨           | 알렉산드르 골루베프 | 로게르 스트룀       |
| 1993년 12월 4일-6일                                            | 하마르     | 500m(2)  | 댄 잰슨           | 호리이 마나부       | 김윤만              |
| 1993년 12월 4일-6일                                            | 하마르     | 1000m    | 댄 잰슨           | 세르게이 클렙체냐   | 김윤만              |
| 1993년 12월 4일-6일                                            | 하마르     | 1500m    | 요한 올라브 코스  | 아르얀 스뢰더르     | 린티어 리츠마       |
| 1993년 12월 4일-6일                                            | 하마르     | 5000m    | 요한 올라브 코스  | 린티어 리츠마       | 팔코 잔츠트라       |
| 1993년 12월 4일-6일                                            | 하마르     | 10000m   | 요한 올라브 코스  | 린티어 리츠마       | 셸 스토렐리드       |
| 1994년 1월 7일-9일 1994년 유럽 선수권 대회 하마르              |            |          |                   |                     |                     |
| 1994년 1월 14일-16일                                           | 다보스     | 500m(1)  | 세르게이 클렙체냐 | 류훙보              | 알렉산드르 골루베프 |
| 1994년 1월 14일-16일                                           | 다보스     | 500m(2)  | 세르게이 클렙체냐 | 그루네 니에스       | 류훙보              |
| 1994년 1월 14일-16일                                           | 다보스     | 1000m    | 세르게이 클렙체냐 | 오네 쇤롤           | 이고리 젤레좁스키   |
| 1994년 1월 14일-16일                                           | 다보스     | 1500m    | 팔코 잔츠트라     | 예룬 스트라트호프   | 오네 쇤롤           |
| 1994년 1월 14일-16일                                           | 다보스     | 5000m    | 린티어 리츠마     | 팔코 잔츠트라       | 셸 스토렐리드       |
| 1994년 1월 21일-22일                                           | 밀워키     | 500m(1)  | 댄 잰슨           | 미야베 야스노리     | 김윤만              |
| 1994년 1월 21일-22일                                           | 밀워키     | 500m(2)  | 미야베 야스노리   | 호리이 마나부       | 댄 잰슨             |
| 1994년 1월 21일-22일                                           | 밀워키     | 1000m(1) | 케빈 스콧         | 댄 잰슨             | 미야베 유키노리     |
| 1994년 1월 21일-22일                                           | 밀워키     | 1000m(2) | 댄 잰슨           | 미야베 유키노리     | 호리이 마나부       |
| 1994년 1월 22일-23일                                           | 인스브루크 | 1500m    | 오네 쇤롤         | 팔코 잔츠트라       | 린티어 리츠마       |
| 1994년 1월 22일-23일                                           | 인스브루크 | 5000m    | 팔코 잔츠트라     | 야로미르 라트케     | 바르트 펠드캄프     |
| 1994년 1월 29일-31일 1994년 세계 스프린트 선수권 대회 캘거리   |            |          |                   |                     |                     |
| 1994년 2월 12일-27일 1994년 동계 올림픽 릴레함메르             |            |          |                   |                     |                     |
| 1994년 3월 12일-13일 1994년 세계 올라운드 선수권 대회 예테보리 |            |          |                   |                     |                     |
| 1994년 3월 19일-20일                                           | 헤이렌베인 | 500m(1)  | 호리이 마나부     | 댄 잰슨             | 미야베 야스노리     |
| 1994년 3월 19일-20일                                           | 헤이렌베인 | 500m(2)  | 호리이 마나부     | 댄 잰슨             | 알렉산드르 골루베프 |
| 1994년 3월 19일-20일                                           | 헤이렌베인 | 1000m    | 댄 잰슨           | 이고리 젤레좁스키   | 세르게이 클렙체냐   |
| 1994년 3월 19일-20일                                           | 헤이렌베인 | 1500m    | 예룬 스트라트호프 | 린티어 리츠마       | 오네 쇤롤           |
| 1994년 3월 19일-20일                                           | 헤이렌베인 | 5000m    | 요한 올라브 코스  | 바르트 펠드캄프     | 셸 스토렐리드       |
| 1994년 3월 19일-20일                                           | 헤이렌베인 | 10000m   | 셸 스토렐리드     | 요한 올라브 코스    | 셸 스토렐리드       |

### 월드컵 랭킹
| 순위 | 선수                | 포인트 |
| ---- | ------------------- | ------ |
| 1    | 댄 잰슨             | 186    |
| 2    | 호리이 마나부       | 168    |
| 2    | 세르게이 클렙체냐   | 149    |
| 4    | 알렉산드르 골루베프 | 144    |
| 5    | 미야베 야스노리     | 138    |
| 6    | 로게르 스트룀       | 125    |
| 7    | 김윤만              | 95     |
| 8    | 헤라르트 판 펠더    | 76     |
| 9    | 실뱅 부샤르         | 75     |
| 10   | 그루네 니에스       | 73     |

| 순위 | 선수              | 포인트 |
| ---- | ----------------- | ------ |
| 1    | 댄 잰슨           | 122    |
| 2    | 세르게이 클렙체냐 | 82     |
| 3    | 이고리 젤레좁스키 | 80     |
| 4    | 페터 아데베르크   | 75     |
| 5    | 실뱅 부샤르       | 73     |
| 6    | 호리이 마나부     | 65     |
| 7    | 케빈 스콧         | 63     |
| 8    | 미야베 유키노리   | 60     |
| 9    | 롤란트 브루너     | 59     |
| 10   | 팻 켈리           | 55     |

| 순위 | 선수              | 포인트 |
| ---- | ----------------- | ------ |
| 1    | 팔코 잔츠트라     | 92     |
| 2    | 린티어 리츠마     | 88     |
| 3    | 오네 쇤롤         | 87     |
| 4    | 예룬 스트라트호프 | 83     |
| 5    | 아르얀 스뢰더르   | 81     |
| 6    | 페터 아데베르크   | 56     |
| 7    | 올라프 칭게       | 51     |
| 8    | 요한 올라브 코스  | 47     |
| 9    | 유리 슐하         | 43     |
| 10   | 토마스 쿰         | 35     |

| 순위 | 팀                | 포인트 |
| ---- | ----------------- | ------ |
| 1    | 요한 올라브 코스  | 135    |
| 2    | 린티어 리츠마     | 128    |
| 3    | 셸 스토렐리드     | 114    |
| 4    | 바르트 펠드캄프   | 113    |
| 5    | 야로미르 라트케   | 106    |
| 6    | 팔코 잔츠트라     | 102    |
| 7    | 프랑크 디트리히   | 82     |
| 8    | 아틀레 보르비크   | 70     |
| 9    | 예브게니 사로노프 | 59     |
| 10   | 사토 가즈히로     | 44     |
| 10   | 이토카와 도시히코 | 44     |

## 여자

### 경기
| 날짜                                                           | 장소       | 종목     | 1위                 | 2위                 | 3위                                |
| -------------------------------------------------------------- | ---------- | -------- | ------------------- | ------------------- | ---------------------------------- |
| 1993년 11월 26일-28일                                          | 베를린     | 500m     | 보니 블레어         | 유선희              | 모니크 가르브레히트                |
| 1993년 11월 26일-28일                                          | 베를린     | 1000m    | 보니 블레어         | 구스노세 시호       | 모니크 가르브레히트                |
| 1993년 11월 26일-28일                                          | 베를린     | 1500m    | 군다 니만           | 에메세 후니아디     | 스베틀라나 페돗키나                |
| 1993년 11월 26일-28일                                          | 베를린     | 3000m    | 군다 니만           | 스베틀라나 바자노바 | 카를라 제일스트라                  |
| 1993년 12월 4일-6일                                            | 하마르     | 500m     | 유선희              | 보니 블레어         | 양춘위안                           |
| 1993년 12월 4일-6일                                            | 하마르     | 1000m    | 보니 블레어         | 스베틀라나 페돗키나 | 자비네 푈커                        |
| 1993년 12월 4일-6일                                            | 하마르     | 1500m    | 군다 니만           | 에메세 후니아디     | 스베틀라나 바자노바                |
| 1993년 12월 4일-6일                                            | 하마르     | 3000m    | 군다 니만           | 에메세 후니아디     | 스베틀라나 바자노바                |
| 1993년 12월 4일-6일                                            | 하마르     | 5000m    | 군다 니만           | 카를라 제일스트라   | 엘레나 벨치                        |
| 1994년 1월 7일-9일 1994년 유럽 선수권 대회 하마르              |            |          |                     |                     |                                    |
| 1994년 1월 14일-16일                                           | 다보스     | 500m     | 쉐루이훙            | 스베틀라나 주로바   | 진화 프란치스카 솅크 앙겔라 하우크 |
| 1994년 1월 14일-16일                                           | 다보스     | 1000m    | 앙겔라 하우크       | 옥사나 라빌로바     | 나탈리야 폴로스코바                |
| 1994년 1월 14일-16일                                           | 다보스     | 1500m    | 군다 니만           | 스베틀라나 바자노바 | 울리케 아데베르크                  |
| 1994년 1월 14일-16일                                           | 다보스     | 3000m    | 군다 니만           | 스베틀라나 바자노바 | 클라우디아 페히슈타인              |
| 1994년 1월 21일-22일                                           | 밀워키     | 500m(1)  | 보니 블레어         | 유선희              | 캐트리오나 르메이                  |
| 1994년 1월 21일-22일                                           | 밀워키     | 500m(2)  | 보니 블레어         | 유선희              | 시마자키 교코                      |
| 1994년 1월 21일-22일                                           | 밀워키     | 1000m(1) | 보니 블레어         | 앙겔라 하우크       | 유선희                             |
| 1994년 1월 21일-22일                                           | 밀워키     | 1000m(2) | 보니 블레어         | 유선희              | 구스노세 시호                      |
| 1994년 1월 22일-23일                                           | 인스브루크 | 1500m    | 에메세 후니아디     | 아나마리 토마스     | 미하엘라 다스컬루                  |
| 1994년 1월 22일-23일                                           | 인스브루크 | 3000m    | 카를라 제일스트라   | 야마모토 히로미     | 류드밀라 프로카셰바                |
| 1994년 1월 29일-30일 1994년 세계 스프린트 선수권 대회 오슬로   |            |          |                     |                     |                                    |
| 1994년 2월 5일-6일 1994년 세계 올라운드 선수권 대회 헤이렌베인 |            |          |                     |                     |                                    |
| 1994년 2월 12일-27일 1994년 동계 올림픽 릴레함메르             |            |          |                     |                     |                                    |
| 1994년 3월 12일-13일                                           | 인첼       | 500m(1)  | 보니 블레어         | 프란치스카 솅크     | 수전 오시                          |
| 1994년 3월 12일-13일                                           | 인첼       | 500m(2)  | 모니크 가르브레히트 | 프란치스카 솅크     | 보니 블레어                        |
| 1994년 3월 12일-13일                                           | 인첼       | 1000m    | 보니 블레어         | 모니크 가르브레히트 | 옥사나 라빌로바                    |
| 1994년 3월 12일-13일                                           | 인첼       | 1500m    | 에메세 후니아디     | 류드밀라 프로카셰바 | 군다 니만                          |
| 1994년 3월 12일-13일                                           | 인첼       | 3000m    | 군다 니만           | 류드밀라 프로카셰바 | 스베틀라나 바자노바                |
| 1994년 3월 19일-20일                                           | 헤이렌베인 | 500m(1)  | 보니 블레어         | 모니크 가르브레히트 | 프란치스카 솅크                    |
| 1994년 3월 19일-20일                                           | 헤이렌베인 | 500m(2)  | 보니 블레어         | 모니크 가르브레히트 | 유선희 구스노세 시호               |
| 1994년 3월 19일-20일                                           | 헤이렌베인 | 1000m    | 보니 블레어         | 모니크 가르브레히트 | 앙케 바이어                        |
| 1994년 3월 19일-20일                                           | 헤이렌베인 | 1500m    | 에메세 후니아디     | 군다 니만           | 스베틀라나 바자노바                |
| 1994년 3월 19일-20일                                           | 헤이렌베인 | 3000m    | 군다 니만           | 류드밀라 프로카셰바 | 에메세 후니아디                    |
| 1994년 3월 19일-20일                                           | 헤이렌베인 | 5000m    | 군다 니만           | 카를라 제일스트라   | 엘레나 벨치                        |

### 월드컵 랭킹
| 순위 | 선수                 | 포인트 |
| ---- | -------------------- | ------ |
| 1    | 보니 블레어          | 172    |
| 2    | 유선희               | 140    |
| 3    | 모니크 가르브레히트  | 133    |
| 4    | 프란치스카 솅크      | 129    |
| 5    | 수전 오시            | 11     |
| 6    | 앙겔라 하우크        | 99     |
| 6    | 앙케 바이어          | 99     |
| 8    | 에델 테레세 회이세트 | 88     |
| 9    | 옥사나 라빌로바      | 85     |
| 9    | 캐트리오나 르메이    | 85     |

| 순위 | 선수                 | 포인트 |
| ---- | -------------------- | ------ |
| 1    | 모니크 가르브레히트  | 120    |
| 2    | 앙겔라 하우크        | 113    |
| 3    | 유선희               | 97     |
| 4    | 프란치스카 솅크      | 86     |
| 5    | 구스노세 시호        | 84     |
| 6    | 앙케 바이어          | 77     |
| 7    | 하시모토 세이코      | 73     |
| 8    | 옥사나 라빌로바      | 69     |
| 9    | 에델 테레세 회이세트 | 67     |
| 10   | 미하엘라 다스컬루    | 55     |

| 순위 | 선수                | 포인트 |
| ---- | ------------------- | ------ |
| 1    | 에메세 후니아디     | 119    |
| 2    | 스베틀라나 바자노바 | 117    |
| 3    | 군다 니만           | 96     |
| 4    | 아나마리 토마스     | 75     |
| 5    | 보니 블레어         | 68     |
| 6    | 스베틀라나 페돗키나 | 65     |
| 7    | 류드밀라 프로카셰바 | 64     |
| 8    | 미하엘라 다스컬루   | 61     |
| 9    | 앙케 바이어         | 50     |
| 10   | 야마모토 히로미     | 43     |

| 순위 | 팀                  | 포인트 |
| ---- | ------------------- | ------ |
| 1    | 군다 니만           | 150    |
| 2    | 스베틀라나 바자노바 | 118    |
| 3    | 카를라 제일스트라   | 117    |
| 4    | 류드밀라 프로카셰바 | 108    |
| 5    | 엘레나 벨치         | 105    |
| 6    | 아나마리 토마스     | 85     |
| 7    | 아니 프리징거       | 84     |
| 8    | 에메세 후니아디     | 78     |
| 9    | 하이케 바르니케     | 64     |
| 10   | 야마모토 히로미     | 51     |